# Kamar-Taj
Kamar-Taj (Hindustani: قمر تاج Qamar-Taj, que significa "Corona de Luna") es un lugar ficticio que aparece en los cómics estadounidenses publicados por Marvel Comics. Apareció por primera vez en Strange Tales #110 en julio de 1963 y fue creado por Stan Lee y Steve Ditko. El nombre "Kamar-Taj" no aparece en las primeras historias de Doctor Strange escritas por Lee y Ditko, pero se creó posteriormente a medida que se desarrollaba la historia del país donde se ubica.

## Descripción
Kamar-Taj es "una tierra oculta en lo alto del Himalaya"y la tierra natal del Anciano (el mentor del Doctor Strange) y del malvado hechicero Kaluu. El mayordomo de Strange, Wong, también proviene de una familia de monjes que viven en Kamar-Taj.
Hace más de 500 años, el hombre que un día se convertiría en el Anciano nació en Kamar-Taj. Con su amigo Kaluu, descubrió el poder de la magia, pero los dos amigos no estaban de acuerdo en cómo usarla para proteger su aldea. Kaluu buscó conquistar pueblos vecinos y construir un gran imperio. Los dos lanzaron un hechizo para eliminar las enfermedades y el paso del tiempo de Kamar-Taj y poco después Kaluu fue coronado rey por los aldeanos bajo el hechizo de control mental de Kaluu. El Anciano intentó detener a Kaluu y en su batalla, el pueblo de Kamar-Taj fue destruido. Kaluu fue desterrado a una dimensión alternativa. El Anciano abandonó Kamar-Taj y viajó por la Tierra durante siglos, luchando contra criaturas malvadas, ganando el Ojo de Agamotto y el Libro de los Vishanti.
Finalmente se estableció en las montañas del Himalaya cerca de Kamar-Taj, construyendo un palacio como su hogar con una orden de monjes para protegerlo y ayudarlo. En un torneo organizado por el hechicero Aged Genghis, el Anciano ganó el título de Hechicero Supremo de la Tierra. Tomó un estudiante que un día se convertiría en Señor Jip, pero lo expulsó de su hogar cuando descubrió que el estudiante había estado estudiando los libros prohibidos para aumentar su propio poder. 
Sintiéndose cada vez más viejo y más débil, el Anciano se dispuso a buscar un estudiante. Enseñó a seres tales como el Doctor Druid y Barón Mordo pero encontró a su verdadero aprendiz en Stephen Strange, afirmando que este niño se convertiría en el nuevo Hechicero Supremo. Mordo comenzó a conspirar contra Strange, aunque el Anciano seguía protegiéndolo. Mordo pronto abandonó el palacio y Stephen se convirtió en el sucesor del Anciano. El Anciano a menudo ayudaría a Stephen, hasta que Shuma-Gorath matara el cuerpo físico del Anciano.

## En otros medios
- En la película de 2016, Doctor Strange, Wong es representado como uno de los Maestros de las Artes Místicas, encargado de proteger algunas de las reliquias y libros más valiosos de Kamar-Taj.[3][4] El actor Benedict Wong se mostró satisfecho con los cambios realizados en el personaje y lo describió como "un sargento de instrucción para Kamar-Taj" en lugar de otro estereotipo racial de un sirviente que no practica artes marciales en la película.[5] El coguionista C. Robert Cargill dijo que la ubicación de Kamar-Taj se trasladó del Tíbet a Nepal para evitar la censura por parte del gobierno chino.[6][7] En la película, en Katmandú, el hechicero Kaecilius y sus fanáticos entran en el complejo secreto de Kamar-Taj y asesinan a su bibliotecario, guardián de textos antiguos y místicos. Roban un ritual prohibido de un libro en la biblioteca personal del Anciano, un hechicero que ha vivido durante un tiempo desconocido y enseñó a todos en Kamar-Taj, incluido Kaecilius, en las formas de las artes místicas.
- En la película Shang-Chi y la leyenda de los Diez Anillos (2021), Wong llevó a Shang-Chi y Katy Chen a la biblioteca de Kamar-Taj para hablar sobre los anillos de Xu Wenwu con Carol Danvers y Bruce Banner a través de una llamada holográfica. Wong les dijo que los Diez Anillos emitieron una baliza a un lugar desconocido cuando Shang-Chi los había usado.
- Kamar-Taj también aparece en la película Doctor Strange en el multiverso de la locura (2022).[8][9] Mientras Strange lleva a América Chávez a Kamar-Taj, los Maestros de las Artes Místicas fortifican el lugar en preparación para el asalto de Wanda Maximoff con un escudo mágico y varias otras defensas. Sin embargo, la telepatía de Maximoff apunta a un hechicero y desactiva su magia, lo que hace que el escudo se derrumbe, lo que le permite destruir la resistencia de Kamar-Taj. Al final después de la derrota de Maximoff, Kamar-Taj es rescontruido nuevamente y Chávez comienza su entrenamiento en las artes místicas.